# Деменев, Иван Никитич
Ива́н Ники́тич Деме́нев (1892 — 9 февраля 1920) — российский военный, революционер, комиссар боевой дружины, командир бронепоезда № 2, комиссар бронесил 7-й армии РККА.

## Биография
Родился в 1892 году, в семье рабочего службы пути Пермской железной дороги на железнодорожной станции Копи Луньевской ветки (ныне Александровск Пермского края). В возрасте 10 лет посещал железнодорожную школу в городе Кизеле. Трудовую деятельность начал в 16 лет в угольной шахте. В 1911 году семья переехала на станцию Усольская. И. Н. Деменев работал слесарем в депо, затем — помощником машиниста паровоза.
С конца 1913 года проходил службу в царской армии; с началом Первой мировой войны был отправлен на фронт. Был три раза ранен и помещён в госпиталь близ Петрограда; после выздоровления направлен слесарем в артиллерийские мастерские Балтийского флота. Вместе с матросами принимал участие в боях за установление советской власти.
В 1918 году, после возвращения на станцию Усольская был избран комиссаром боевой дружины. Назначен командиром бронепоезда № 2, который сражался на Лысьвенском участке фронта 3-й армии против войск А. Колчака; отряд бронепоезда включал 83 человека.
В 1919 году направлен в Петроград, где участвовал в защите города от войск Н. Юденича. В марте 1919 года стал помощником командира автоброневого отряда, а после — комиссаром бронесил 7-й армии.
Был убит в бою с белогвардейцами 9 февраля 1920 года на Петроградском фронте.

## Память
На здании железнодорожного вокзала города Березники установлена мемориальная доска в честь И. Н. Деменева (автор Г. П. Контарев, дата установки — 31 октября 1979 года), от привокзальной площади до Треугольного сквера идёт улица его имени. На привокзальной площади 28 октября 1978 года установлен Памятник бойцам бронепоезда № 2 (Авторы: скульптор Г. П. Контарев, архитектор Л. Футлик).